# Route nationale 57bis
La route nationale 57bis, ou RN 57bis, était une route nationale française reliant Magnoncourt à Remiremont. Vestige du temps (au XIXe siècle) où le tracé par Remiremont était un itinéraire numéroté 57bis prolongé vers Aillevillers et où on faisait passer la RN57 par Xertigny (Le tracé actuel étant alors la RN66), elle fut déclassée en 1972 en RD157bis dans les Vosges et RD57bis en Haute-Saône.
Le tracé de Remiremont à Plombières-les-Bains fut réintégré très tôt dans le tracé actuel de la RN57.

## Ancien tracé de Plombières à Magnoncourt (D 157bis / D 57bis)
- Plombières-les-Bains
- Aillevillers
- Magnoncourt

À l'arrivée à Magnoncourt la 57bis rejoignait la RN64 (actuelle RD64).